# Metroxylon warburgii
Espèce
Synonymes
- Coelococcus warburgii Heimerl[1]

Statut de conservation UICN

 LC  : Préoccupation mineure
Metroxylon warburgii est une espèce de plantes de la famille des Arecaceae.